# Gregorio Burgos Figueroa
Gregorio Burgos Figueroa (Concepción, 1850 - Santiago, enero de 1922). Comerciante y político radical chileno. Hijo de Gregorio Burgos e Isabel Figueroa.

## Actividades Profesionales
Estudió Humanidades en una escuela de Concepción, y a temprana edad comenzó su dedicación al trabajo, primero como obrero industrial y luego en el comercio y agricultura.
Se desempeñó como administrativo en diversas instituciones de Concepción. Presidió la Sociedad de Instrucción Primaria y la Liga Protectora de Estudiantes Pobres.

## Actividades Políticas
Miembro del Partido Radical. Elegido Alcalde de la Municipalidad de Concepción (1891-1894), siendo el primer alcalde elegido con la nueva Ley de Comuna Autónoma.[cita requerida] Reelegido Alcalde (1894-1897).[cita requerida]. Fue elegido Diputado por Concepción, Coelemu y Talcahuano (1900-1903), pero no alcanzó a asumir siendo reemplazado por Ramón Serrano Montaner. Se retiró de la política un tiempo, viviendo en sus tierras agrícolas en la zona de Coelemu. Fue Intendente de Concepción (1905-1911). Elegido Senador por Concepción (1909-1915), integrando la comisión permanente de Hacienda. Ministro del Interior del gobierno de Juan Luis Sanfuentes (1919-1920). 

## Membresías
Fue socio del Club Concepción y presidente del mismo (1894-1895). Socio del Club de la Unión de Santiago y de la Sociedad de Fomento Fabril (SOFOFA).